# Bligny-sur-Ouche
Bligny-sur-Ouche é uma comuna francesa na região administrativa da Borgonha-Franco-Condado, no departamento de Côte-d'Or. Estende-se por uma área de 27,59 km². Em 2010 a comuna tinha 832 habitantes (densidade: 30,2 hab./km²).